# Karolin (Warszawa)
Karolin – część miasta w dzielnicy Bemowo w Warszawie.

## Opis
Dawniej samodzielna folwark i osada, w latach 1867–1954 w gminie Skorosze w powiecie warszawskim. W 1921 roku Karolin liczył 146 (folwark) i 11 (osada) mieszkańców. 20 października 1933 utworzono gromadę Karolin w granicach gminy Skorosze, składającą się z majątku Karolin, cegielni Karolin i parceli Karolin.
Podczas II wojny światowej w Generalnym Gubernatorstwie, w dystrykcie warszawskim. Według spisu z 1943 Karolin liczył 277 mieszkańców.
1 lipca 1952, w związku z likwidacją powiatu warszawskiego i gminy Skorosze, Karolin wszedł w skład gminy Michałowice. w nowo utworzonym powiecie pruszkowskim. Według stanu z dnia 1 lipca 1952 stanowił jedną z 10 gromad gminy Michałowice.
Na Karolinie budowana jest od 2022 roku stacja metra Karolin.